# Anna Razzi
Anna Maria Razzi (Roma, 31 marzo 1940) è un'ex ballerina, direttrice artistica e maitresse de ballet italiana.
Nel corso della sua carriera è stata étoile del Corpo di Ballo del Teatro alla Scala e direttrice del Corpo di Ballo del Teatro di San Carlo a Napoli.

## Biografia
Anna Razzi è nata a Roma nel 1940, figlia del pittore marchigiano Alessandro Razzi e della dattilografa Giovanna. Dopo gli studi alla Scuola di Danza del Teatro dell'Opera di Roma con Teresa Battaggi, ha continuato a perfezionarsi all'estero e, trasferitasi a Milano, ha studiato recitazione all'Accademia dei filodrammatici. Ha fatto il suo esordio nel teatro di prosa recitando come Miranda ne La tempesta con Gianni Santuccio.
Si è unita al Corpo di Ballo del Teatro alla Scala nel 1963 in veste di solista, per poi essere promossa al rango di prima ballerina e infine étoile nel 1978. Nei suoi vent'anni con la compagnia ha danzato in molti dei grandi ruoli femminili del repertorio, tra cui Giulietta nel Romeo e Giulietta (Cranko; Nureev), Odette e Odile ne Il lago dei cigni (Petipa/Ivanov), Tersicore nell'Apollon musagète (Balanchine), l'eponima protagonista di Cenerentola (Bortoluzzi) e Giselle (Coralli/Perrot), Swanilda in Coppélia (Martinez), la ballerina in Petruška (Beriozoff) e Aurora ne La bella addormentata (Alonso). Roland Petit creò appositamente per lei il ruolo della protagonista di The Marriage of Heaven and Hell.
Partner abituale di Paolo Bortoluzzi, danzò occasionalmente anche con Rudol'f Nureev: fu infatti la sua Clara ne Lo schiaccianoci dello stesso Nureev e danzò con lui come eponima protagonista ne La signorina Giulia (Cullberg) durante la stagione 1979/1980. Sempre con la compagnia della Scala danzò al Metropolitan di New York nel 1981, danzando come Giselle accanto a Nureev e Marco Pierin; la sua interpretazione fu lodata dal New York Times. Nel 1985 ha lasciato il Piermarini.
Dal 1990 al 2015 ha diretto la Scuola di ballo del Teatro San Carlo di Napoli, dirigendo anche il corpo di ballo del tra il 2006 e il 2009, anno in cui vince il Premio Positano Léonide Massine alla carriera. Per la compagnia ha anche ricreato la coreografie originali di Giselle nel 2009, portato al debutto da Alicia Amatriain e Roberto Bolle. Tra il 2002 e il 2003 è apparsa nel ruolo di se stessa in tre episodi di Un posto al sole.